# Tomaž Sovič
Tomaž Sovič, slovenski alpski smučar, * 18. oktober 1990. 
Sovič je bil član kluba SK Črna. V svetovnem pokalu je nastopil na treh tekmah v Kvitfjellu med 2. in 4. marcem 2012, na dveh superveleslalomih in enem smuku. Edino uvrstitev je dosegel na drugem superveleslalomu s 56. mestom.